# Castello di Oselce
Il castello di Oselce (in ceco Zámek Oselce) si trova nell'omonimo, comune nel Distretto di Plzeň-jih, Regione di Plzeň in Repubblica Ceca. Il castello barocco è considerato monumento culturale nazionale, risale forse al XIV secolo e dalla metà del XX secolo ospita un istituto scolastico.

## Storia

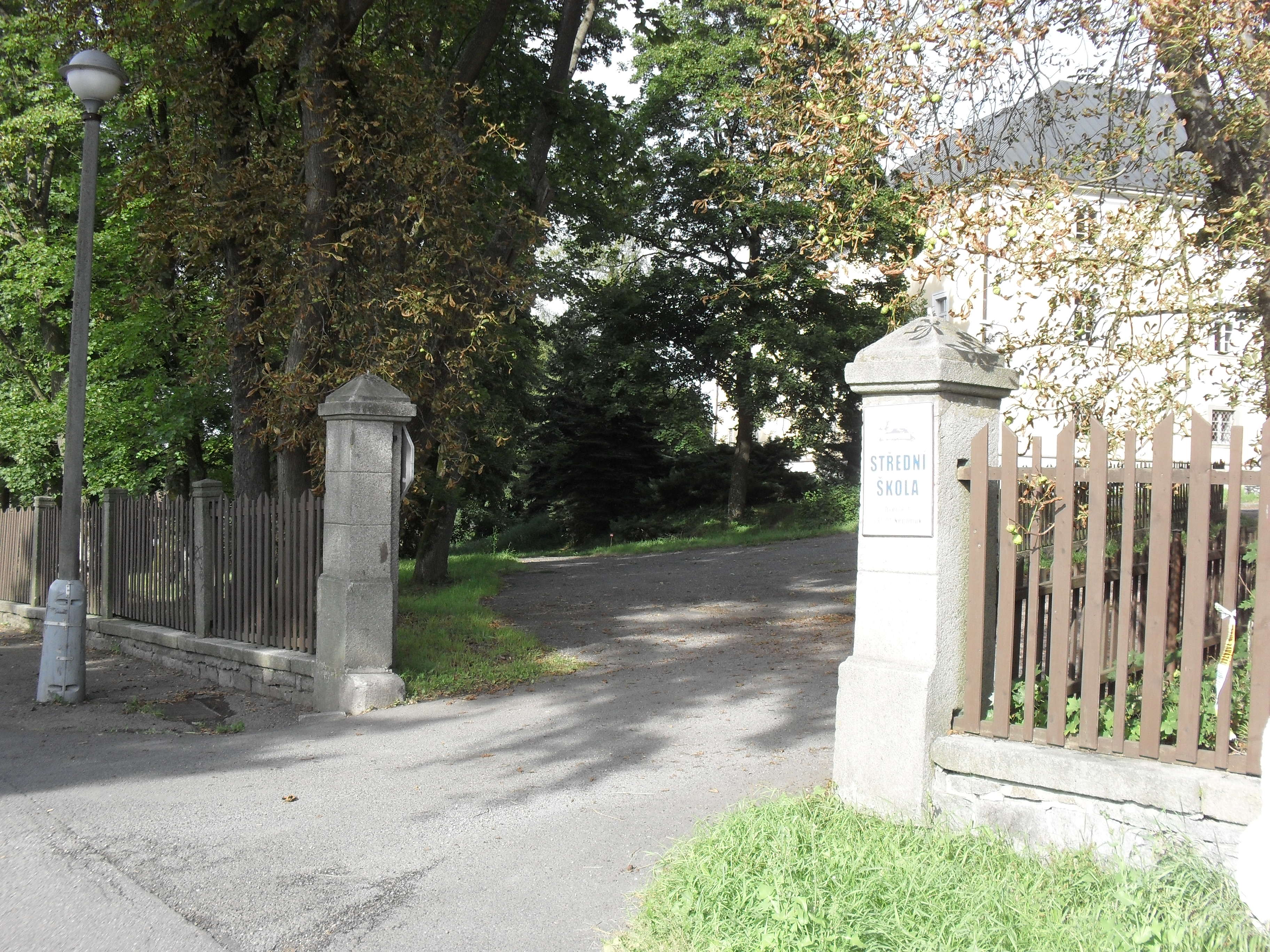
Accesso al parco. Sul cancello targa dell'istituto scolastico che ha sede nel castello

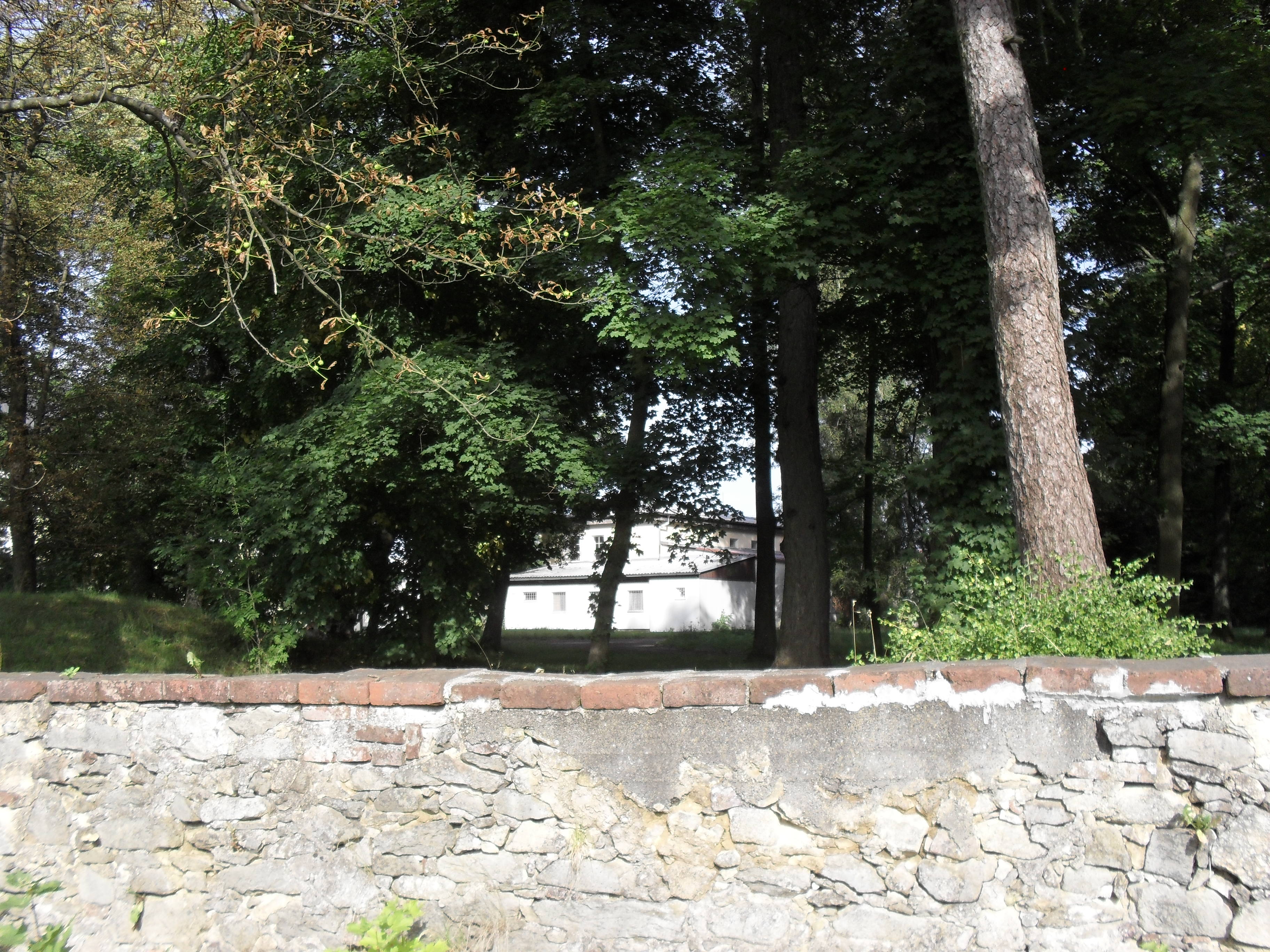
Parco visto dall'esterno, dal muro di cinta

Il villaggio di Oselce viene menzionato per la prima volta nel 1388 quando il signore locale era Jezovce di Oselec. È probabile che già a quel tempo sul sito esistesse una fortezza e infatti resti di muratura gotica sono stati rinvenuti nella struttura dell'edificio vicino all'angolo sud-est. La prima menzione scritta della fortezza risale però a molto più tardi, alla fine della prima metà del XVI secolo, quando Oseleč era di proprietà di Dlouhá Ves. Alla fine del XVI secolo i nuovi proprietari erano i membri della famiglia Kokoř di Kokořov. La primitiva fortezza fu ricostruita durante il Rinascimento diventando da quel momento un edificio signorile a tre ali. Nel XVII secolo, forse durante il regno di Jiří Vojtěch Janovský di Janovice, l'edificio fu restaurato assumento le forme barocche e più tardi, durante il regno di suo nipote František Jiří Janovský di Janovice, la fortezza fu ancora oggetto di interventi su progetto dell'architetto svizzero Giacomo Antonio de Maggi. In questo periodo venne costruita anche la cappella gentilizia. I nobili Janovský mantennero il castello di Oselec fino all'inizio del XIX secolo. Gli ultimi proprietari privati furono i Boos-Waldeck, dal 1832 al 1945. Dopo la seconda guerra mondiale il castello è divenuto sede di una scuola professionale secondaria e nel 1991-1992 è stato oggetto di un restauro generale.

## Descrizione
Il castello si trova ad Oselce, comune nella Regione di Plzeň in Repubblica Ceca e sorge su un terrazzamento artificiale. L'edificio che ci è pervenuto si sviluppa su quattro ali ognuna di quattro piani. Lo spazio interno è un cortile rettangolare di piccole dimensioni. Nel palazzo sono conservate tracce delle antiche strutture gotiche e rinascimentali. Nella facciata ovest si trova il portale in pietra con un balcone. All'esterno ha un aspetto semplice ma architettonicamente pregevole. Le parti maggiormente interessanti del palazzo sono la torre con l'orologio e i portici che si affacciano sul cortile. La cappella del castello ha il soffitto con decorazioni che raffigurano alcuni santi. Il castello è circondato da un parco all'inglese. L'edificio ospita un istituto scolastico: il Truhlárna - Střední škola a Základní škola.

### Monumento culturale della Repubblica Ceca
La tutela dei monumenti della Repubblica Ceca considera il complesso del castello di Oselce col suo parco e le sue scuderie un monumento culturale nazionale tutelato col numero di catalogo 1000128033. Oggetto di tutela sono il castello, il parco, il granaio, il muro di cinta con cancello e l'edificio impiegato come ghiacciaia.